# Kochanów (województwo lubelskie)
Kochanów – wieś w Polsce położona w województwie lubelskim, w powiecie puławskim, w gminie Puławy.
W latach 1975–1998 miejscowość należała administracyjnie do ówczesnego województwa lubelskiego.
Wieś stanowi sołectwo gminy Puławy. Według Narodowego Spisu Powszechnego z roku 2011 wieś liczyła 145 mieszkańców.
Wierni kościoła rzymskokatolickiego należą do parafii św. Józefa Oblubieńca w Zarzeczu lub do parafii Przemienienia Pańskiego w Kazanowie Iłżeckim.